# 懷恩多特 (印地安納州鬼鎮)
懷恩多特（英語：Wyandot）是位於美國印地安納州蒂珀卡努縣的一個鬼鎮。

## 地理
懷恩多特所處的海拔高度為201米（即659英呎），而該地所採用的時區為UTC-5，即北美東部時區（EST）。同時該地設有夏令時間，為UTC-5調快一小時，即UTC-4（EDT）。